# After These Messages . . . Well be right back!
『After These Messages... Well be right back!』は、テレビシリーズ『バフィー 〜恋する十字架〜』のコミック版である第8シーズンの第20作目。2008年12月17日にダークホースコミック社から発売された。

## 特徴
エピソードの中にスナイダーなどテレビシリーズ初期のキャラクターが登場する。
バフィーの夢のシーンは製作中止となったアニメ版 (Buffy_the_Animated_Series) のキャラクターが使用されている。

## スタッフ
製作総指揮
ジョス・ウィードン
スクリプト
ジェフ・ローブ
線画
ジョージズ・ジーンティ
インク
アンディ・オーエンズ
アニメーション
エリック・ウェイト、イーサン・ビーバーズ、アダム・ヴァン・ウィク
文字
リチャード・スターキングスとコミッククラフトのジミー・ベータンコート
色彩
リー・ローリッジ

## ストーリー
モンスター、バンパイアとの戦いに疲れたバフィーが、夢の中で高校時代にタイムスリップする。この夢のなかで、バフィーはそれまで消息不明だったエンジェルが生きていることを知る。

## 登場人物
- バフィー・アン・サマーズ
バンパイア・スレイヤー。
- ウィロー・ローゼンバーグ
バフィーの親友。魔女。
- ザンダー・ハリス
バフィーの親友で高校時代の同級生。
- ドーン・サマーズ
バフィーの妹。
- コーディリア・チェイス
サニーデール高校の生徒。学園の女王。
- ハーモニー・ケンドール
サニーデール高校の生徒。コーディティ[2]の一人。
- スナイダー
サニーデール高校の校長。
- エンジェル
バンパイア。
- ジョイス・サマーズ
バフィーの母親。
- アンドリュー・ウェルズ
ウォッチャー。
- ルパート・ジャイルズ
ウォッチャー。